# TrueOS
TrueOS (antes PC-BSD o PCBSD) fue un sistema operativo tipo-Unix, orientado al escritorio y basado en los últimos lanzamiento de FreeBSD-CURRENT. Su objetivo es ser fácil de instalar mediante un programa de instalación gráfica. Ofrece distintos entornos de escritorios tales como Lumina (por defecto), KDE 4, LXDE, MATE o Xfce que pueden ser instalados desde la AppCafe. Proporciona los controladores binarios y oficiales de Nvidia e Intel para la aceleración del hardware y una interfaz de escritorio 3D opcional a través de KWin,  presenta Wine instalado y listo para ejecutar aplicaciones de Microsoft Windows. La emulación del núcleo Linux® viene activada de forma predeterminada para facilitar la ejecución de programas GNU/Linux, además posee una colección puertos y su propio gestor de paquetes con extensión .txz que permite a los usuarios instalar paquetes de forma gráfica y pre-construirlos desde un solo enlace de descarga.
TrueOS soporta OpenZFS y el instalador ofrece crifrado de disco a través del programa geli, el cual solicita una contraseña antes del inicio del sistema.

## Historia
TrueOS fue fundado por un desarrollador de FreeBSD, Kris Moore, en el año 2005 con el nombre de PC-BSD. En agosto de 2006 fue elegido como el sistema más amigable para principiantes por OSWeekly.com.
La primera beta de PC-BSD consistía en un instalador gráfico para que el usuario pudiera instalar un sistema FreeBSD 6 con KDE3 preconfigurado. Esta fue la mayor innovación para el momento, ya que cualquiera que deseaba instalar FreeBSD tenía que ajustarlo manualmente meditante el modo texto. El objetivo de Kris Moore era hacer que FreeBSD fuera fácil de instalar en el escritorio, desde entonces la dirección fue enfocada en la usabilidad mediante la inclusión de herramientas gráficas de administración y el instalador de aplicaciones .pbi. El gestor de paquetes de PC-BSD tomó un enfoque diferente en cuanto a la instalación de software que tenían otros sistemas operativos tipo-Unix; hasta su versión 8.2 instalaba paquetes a través del sitio web pbiDIR en lugar de usar el árbol de ports de FreeBSD directamente (aunque permaneció disponible), PC-BSD uso archivos con extensiones .pbi que al hacer doble clic generaba un asistente para instalar el programa. Un sistema de auto construcción rastreaba desde la colección de puertos de FreeBSD y generaba un .pbi a diario. Todos los paquetes de software y dependencias se instalan desde el archivo .pbi en sus propios directorios independiente en  /Programs. Esta convención tenía como objetivo disminuir la confusión sobre donde residen los programas binarios y eliminar la posibilidad de que se rompiera un paquete al ser actualizado o cuando  las bibliotecas cambiaban, de esta manera se prevenía el infierno de las dependencias.
El 10 de octubre de 2006 PC-BSD fue adquirido por el proveedor de soluciones para hardware empresarial iXsystems. iXsystems empleo a Kris Moore a tiempo completo como desarrollador líder del proyecto. En noviembre de 2007, iXsystems entró en un acuerdo con Fry's Electronics para que esta se encargarse de la distribución de las copias de PC-BSD 1.4 (Da Vinci Edition). En enero de 2008, iXsystems entra en un acuerdo similar con Micro Center.
El 1 de septiembre de 2016 el equipo de PC-BSD anuncia que el nombre del sistema operativo cambia a TrueOS. Con el cambio de nombre también se convierte en una distribución de lanzamiento continuo (rolling release), basada en la rama FreeBSD-CURRENT.
El 5 de noviembre de 2016 TrueOS comienza su transición del sistema de inicio rc.d de FreeBSD a OpenRC de forma predeterminada, convirtiéndose en uno de los mayores sistemas operativos con raíces BSD que usa OpenRC.

## Licencia
TrueOS fue originalmente licenciado bajo GPL porque los desarrolladores tenían la impresión que las aplicaciones Qt que TrueOS utiliza para el desarrollo de su interfaz debían estar bajo la licencia GPL o QPL. Al descubrir que no había tal restricción, los desarroladores de TrueOS relicenciaron bajo una licencia tipo BSD de tres cláusulas.

## Requisitos de hardware
El grupo de usuarios de *BSD en el ciudad de Nueva York ejecutan un servicio llamado dmesgd que proporciona la información dmesg suministrada por el usuario y diferentes equipos informáticos (portátiles, estaciones de trabajo, sistemas embebidos, máquinas virtuales, etc) capaces de ejecutar TrueOS.
De acuerdo a la información de la wiki TrueOS, estos son lo requisitos de hardware:

### Requisitos mínimos
- x86-64
- 1 GB de RAM
- 20 GB de espacio libre en la disco duro
- Tarjeta de red

### Requisitos recomendados
- Procesador x86-64
- 4 GB RAM
- 50 GB de espacio libre en la unidad de disco duro
- Tarjeta de red
- Tarjeta de sonido
- Tarjeta de vídeos con aceleración 3D

## UEFI
El soporte UEFI (solo para x84-64) se añadió al gestor de arranque desde la versión 10.1, esto incluye la detección de ACPI y la configuración de Root System Description Pointer (RSDP), eXtended System Descriptor Table (XSDT), y Root System Description Table (RSDT) pasando valores al núcleo. Se necesita una nueva instalación para instalar el soporte UEFI, ya que requiere de la creación de una pequeña partición FAT. En la actualidad UEFI no soporta el arranque seguro.